# 85e division de fusiliers (1re formation)
Pour les articles homonymes, voir 85e division.
La 85e division de fusiliers (en russe : 85-я стрелковая дивизия), est une grande unité d'infanterie de l'Armée rouge au début de la Seconde Guerre mondiale. Créée en 1931, elle est détruite au combat en juillet 1941 peu après le déclenchement de l'invasion allemande et officiellement dissoute en septembre.

## Historique
La division est formée en juin 1931 sur la base du 171e régiment de fusiliers de la 57e division de fusiliers (en) à Tcheliabinsk, au sein du 13e corps territorial de fusiliers de l'Oural (en). Sa zone de recrutement est la république socialiste soviétique autonome bachkire et la partie sud de la région de l'Oural. Le 253e régiment de fusiliers est stationné à Tcheliabinsk, le 85e régiment d'artillerie à Zlatooust, les 254e et 255e régiments de fusiliers à Chadrinsk et Kourgan, la division comprend également une compagnie de chenillettes, une compagnie de reconnaissance (devenue à partir du 1er janvier 1933 bataillon de chars), un bataillon de communications, un bataillon du génie et des unités de ravitaillement , .
La division reçoit l'ordre de Lénine le 27 mars 1934 pour sa participation à la construction de l'usine de tracteurs de Tcheliabinsk.
À partir du 1er janvier 1935, elle fait partie du district militaire de la Volga en tant que division territoriale (type « B ») ; lors de l'été 1935, elle rejoint le district militaire de l'Oural.
Le 22 juin 1941, au déclenchement de l'attaque allemande, la division est subordonnée au 4e corps de fusiliers (en) de la 3e armée du front de l'Ouest, formé le même jour. Stationné à la frontière à l'ouest de Grodno (aujourd'hui Hrodna en Biélorussie), la division est taillée en pièce autour de Volkovysk par l'avance allemande. Ayant perdu tout contrôle sur son unité dès le 5 juillet, le commandant de la division, le général-major Alexander Bondovski (en), continue de mener des actions de résistance locale jusqu'à la mi-juillet (capturé le 21, le général Bondovski parviendra à s'échapper quelques jours plus tard et à rejoindre les lignes soviétiques en octobre).
La division est officiellement dissoute le 19 septembre 1941 et une nouvelle 85e division de fusiliers (2e formation) est créée trois jours plus tard.